# Ilex kengii
Ilex kengii är en järneksväxtart som beskrevs av Shiu Ying Hu. Ilex kengii ingår i släktet järnekar, och familjen järneksväxter. Inga underarter finns listade i Catalogue of Life.